# Escudo de Victoria (Australia)
El escudo de armas de Victoria es el símbolo oficial del estado australiano de Victoria. Victoria fue el segundo estado de Australia en tener escudo de armas, concedido el 6 de junio de 1910 por el Rey Jorge V. El estado había sido nombrado en 1851 después de su abuela, quien era la reina en ese momento.
Las armas del estado australiano de Victoria consisten en un campo de azur en el que figuran cinco estrellas de plata, representando la constelación de la Cruz del Sur. En la parte superior del escudo hay un yelmo con burelete y lambrequines color plata y azulado, surmontado por un canguro y cimado por una corona imperial. El escudo está sujetado por dos figuras femeninas: a la derecha una figura femenina (representando la Paz) y a la izquierda la otra (representando la Prosperidad). El lema "Peace and Prosperity" aparece en la base del escudo, cuya traducción en español significa: "Paz y Prosperidad".